# Francisco Silvestre y Sánchez
Francisco Silvestre y Sánchez (Masueco, Salamanca, 4 de octubre de 1734 - Madrid, 1806) fue un representante español en el virreinato de la Nueva Granada, donde se desempeñó como secretario, gobernador de la provincia de Antioquia y alcalde de Santa Fé de Bogotá.

## Reseña biográfica
Hijo de Manuel Silvestre y Manuela Sánchez, nace en Masueco el 4 de octubre de 1734, día de San Francisco de Asís, de quien toma su nombre como era tradición. Inicia sus estudios en el seminario San José de Masueco.
En 1749 luego de terminar sus estudios viaja a la ciudad de Cartagena donde trabajaba su tío Pedro Silvestre, posteriormente fue nombrado funcionario de la caja real en la ciudad de Mompox sobre el río Magdalena.
En 1764 llegaría a la capital Santa Fé de Bogotá donde se desempeñaría dentro de la secretaría de cámara de la audiencia de Santa Fé.
El 29 de octubre de 1775 es nombrado gobernador de la provincia de Antioquia, cargo que dejaría el 21 de noviembre de 1776 para regresar a a la secretaría del virreinato.
El 11 de octubre de 1772 regresaría al cargo de gobernador de Antioquia y mantendría esta posición hasta el 9 de agosto de 1785
Ante una serie de conflictos legales con Pedro Biturro deja el cargo y regresa a Santa Fé de Bogotá, donde es nombrado alcalde en 1790, pero después de 2 años debe dejar el cargo y regresa a la península ibérica.
A raíz de sus problemas legales en América debe permanecer en la cárcel de Madrid durante 2 meses en 1801
Muere en estado de pobreza en Madrid en 1806.

## Distinciones
- Gobernador de Antioquia
- Alcalde de Santa Fé de Bogotá